# Imrabten
Imrabten (franska: Imrabten (CR), Imrabten (Commune Rurale), arabiska: امرابطن) är en kommun i Marocko.   Den ligger i provinsen Al Hoceïma och regionen Tanger-Tétouan-Al Hoceïma, i den nordöstra delen av landet, 280 km öster om huvudstaden Rabat. Antalet invånare är 8 310.